# Jakob J. Kenda
Jakob Jaša Kenda (* 16. April 1973 in Jesenice, SFRJ) ist ein slowenischer Übersetzer, Literaturwissenschaftler und Schriftsteller.

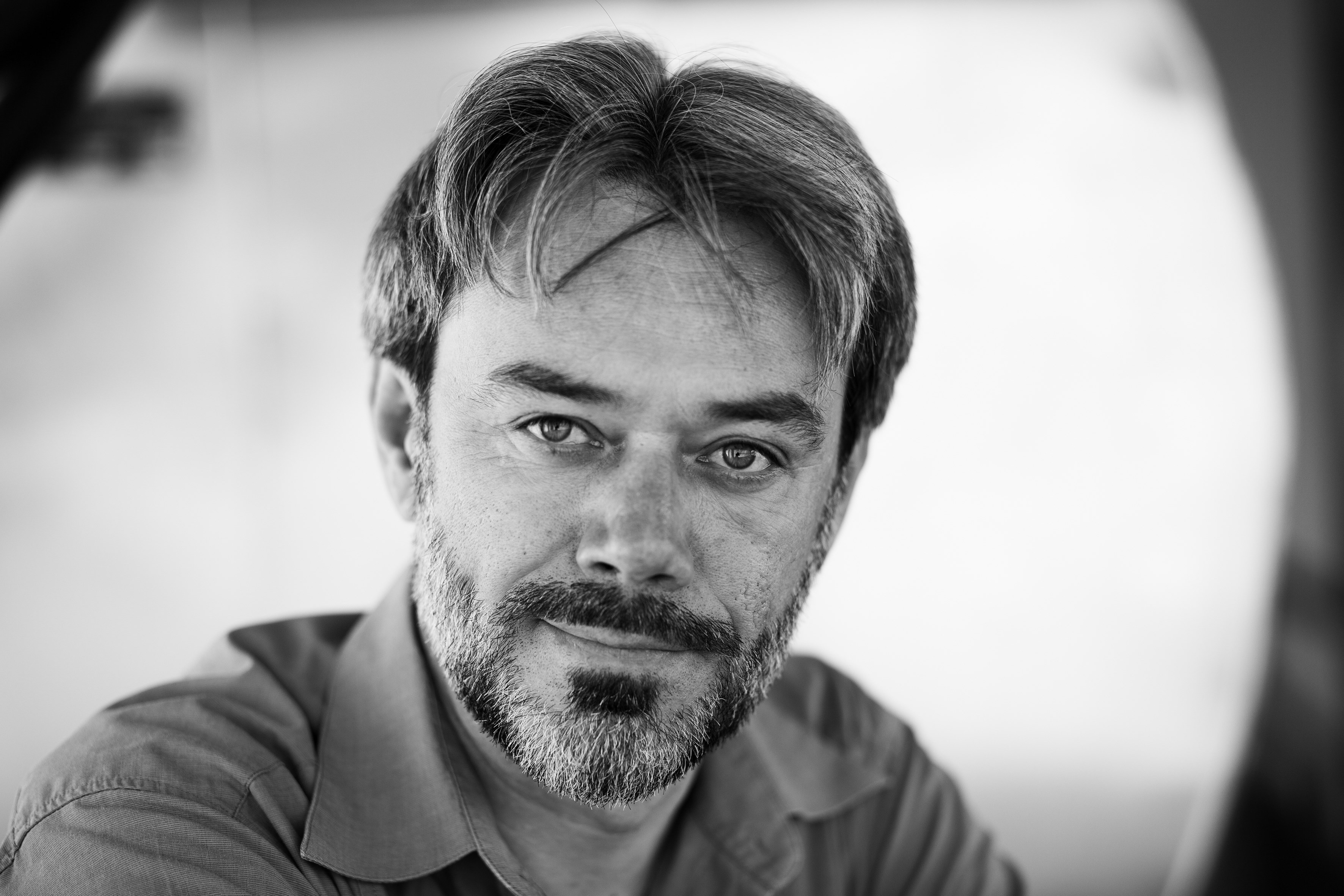
Jakob J. Kenda (2020)

## Leben und Werk
Kenda besuchte zuerst an die Mittelschule in Radovljica, bevor er am mathematisch-naturwissenschaftlichen Zweig des Schulzentrums in Jesenice sein Abitur ablegte. Im Anschluss daran zog er nach Ljubljana, wo er am Institut für Vergleichende Literaturwissenschaft und Literaturtheorie der Universität Ljubljana studierte und das Studium 1997 abschloss. In den ersten Jahren nach dem Studium unterrichtete er Slowenisch und Literatur an der Mittelschule für Design und Fotografie in Ljubljana. Ab 1998 war er als Übersetzer tätig und hatte den Status eines freischaffenden Kulturschaffenden inne. Von 2003 bis 2008 leitete die Bücherei Pionirska knjižnica in Ljubljana, sowie ab 2011 für eine Weile die Linhart-Halle in Radovljica. 2009 promovierte er an der Universität Ljubljana mit einer Dissertation zum Thema Fantasy-Literatur.
Bereits in seiner Studienzeit begann Kenda, sich mit dem Übersetzen zu beschäftigen. Zuerst arbeitete er fürs Theater und später für Verlags- und Fernsehhäuser, für die er eine Reihe von Filmen ins Slowenische übersetzte (z. B. Dirty Harry, Purple Rain, Vertigo). In der slowenischen Literaturszene erreichte er große Bekanntheit durch seine Übersetzung der Harry-Potter-Reihe von Joanne K. Rowling, er übersetzte jedoch auch weitere Autoren von Jugendliteratur wie z. B. Philipp Pullman. Im Bereich des Theaters übersetzt er u. a. Tennessee Williams, Tom Stoppard, Eugene O’Neill und Mark Ravenhill. Abgesehen davon veröffentlicht er regelmäßig Beiträge in Zeitungen oder wissenschaftliche Fachartikel in Sammelbänden und Zeitschriften zu den Themen Jugend- und Fantasy-Literatur sowie Dramatik. Kenda war in der Vergangenheit auch Jurymitglied bei verschiedenen literarischen Auszeichnungen, u. a. für den Levstik- und Grum-Preis.
2017 begab sich Kenda als erster Slowene auf den 3500 Kilometer langen Appalachian Trail, worüber er im Anschluss sein erstes eigenes Buch Apalaška pot. 3500 kilometrov hribov in Amerike (dt. Übersetzung: Appalachian Trail. 3500 Kilometer Berge und Amerika, 2022. Übersetzt von Lars Felgner) verfasste. Im belletristisch gestalteten Reiseroman erzählt er auf humoristische Art und Weise von den Erfahrungen, die er auf dem langen Weg sammelte, widmet sich aber auch ernsteren Themen, wie der gespaltenen amerikanischen Gesellschaft, Glaubensrichtungen, dem maroden Gesundheitswesen oder den mancherorts vorherrschenden Drogenproblemen und versucht so auch, mit manchen Klischees aufzuräumen. Obwohl Kenda das Buch in Eigenverlag veröffentlichte, erzielte es für slowenische Verhältnisse hohe Verkaufszahlen und wurde mit dem Preis für das beste literarische Debüt ausgezeichnet. In der Begründung für die Auszeichnung lobte ihn die Jury für seinen unheimlich raffinierten Stil, seinen scharfsinnigen Humor sowie sein ausgezeichnetes Gefühl für die Verwendung literarischer Stilmittel und würdigte, dass es ihm dadurch gelang, sowohl völlig konkrete amerikanische Phänomene zu beschreiben als auch abstrakte Themen in die Erzählung einzuflechten, ohne dabei den Erzählfluss zu stören. Kenda nutzte sein auf dem Weg gesammeltes Wissen für sein nächstes Projekt: Die Vollendung des slowenischen Fernwanderwegs Transversale. Damit vervollständigte er die bereits 1951 vorgeschlagene und später in Slovenska planinska pot (dt. Slowenischer Wanderweg) umbenannte Strecke, die aufgrund einstiger Unstimmigkeiten unter den Behörden bis 2019 nicht zu Ende geplant worden war. Als Beweis dafür, dass der von ihm erweiterte Weg auch tatsächlich beschreitbar ist, durchwanderte er die neu hinzugekommene Hälfte mit seinen beiden Söhnen und verfasste darüber sein zweites Buch Transverzala (2019, dt. Übersetzung Transversale, 2023. Übersetzt von Lars Felgner).
Abgesehen vom bereits erwähnten Preis für das beste literarische Debüt wurde Appalachian Trail 2019 auch mit der Krilata želva, dem slowenischen Preis für den besten Reiseroman ausgezeichnet. Davor erhielt er bereits einige Auszeichnungen für seine Übersetzungsarbeit, u. a. von 2001 bis 2005 fünf Mal die Auszeichnung „Mein Lieblingsbuch“, 2004 die Aufnahme in die IBBY-Ehrenliste sowie mehrere Zlata hruška-Preise des Zentrums für Jugendliteratur und Bibliothekswesen der Stadtbibliothek Ljubljana.

## Publikationen

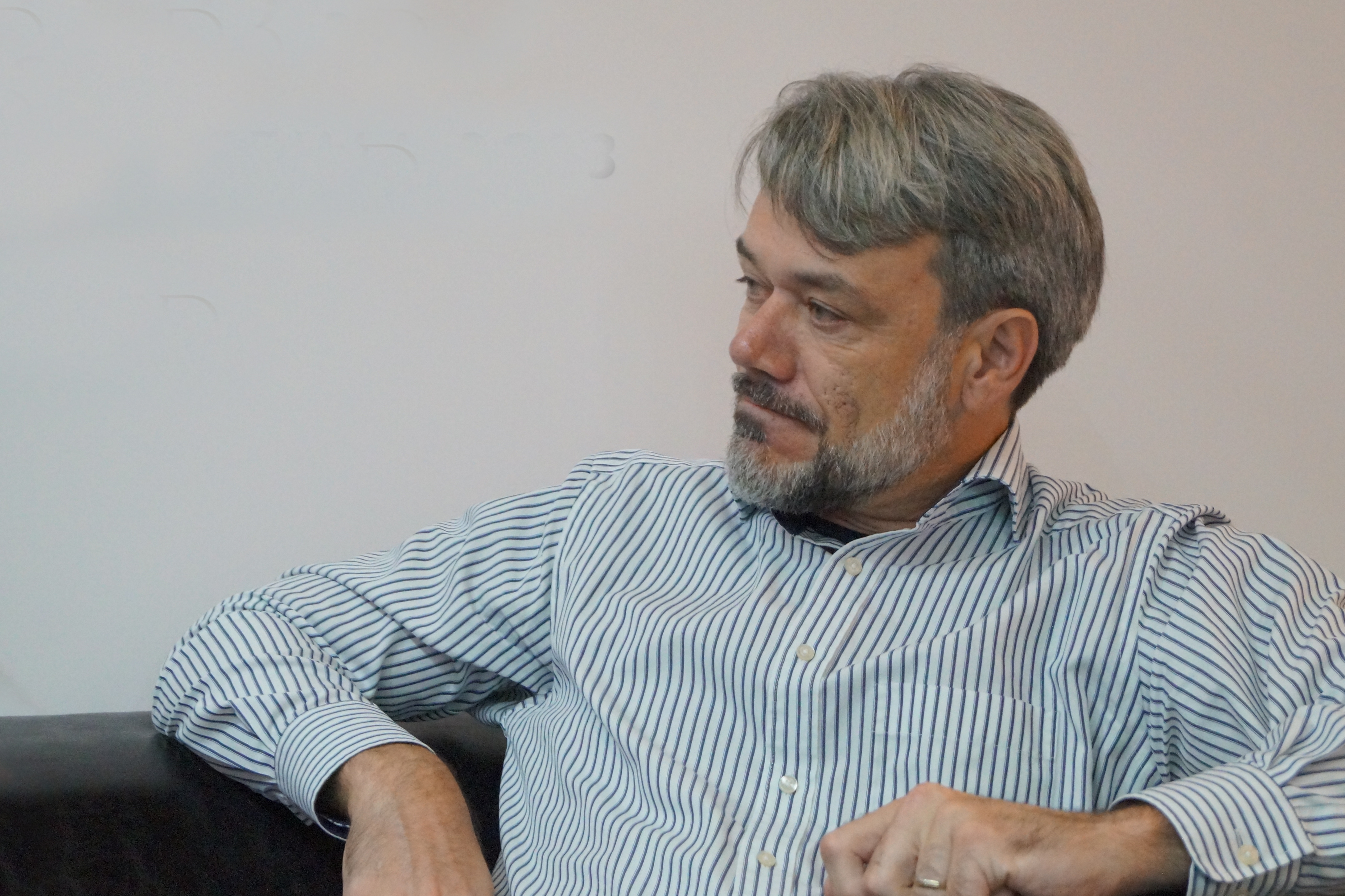
Jakob J. Kenda stellt 'Appalachian Trail' und 'Transverzala' auf der Frankfurter Buchmesse 2023 vor.

### Reiseromane
- Apalaška pot. 3500 kilometrov hribov in Amerike. Ljubljana: ISPO, 2018
  - dt. Übersetzung: Appalachian Trail. 3500 Kilometer Berge und Amerika. Übersetzt von Lars Felgner, 2022. Klagenfurt: Drava.
- Transverzala. Potopisni roman. Ljubljana: ISPO, 2020.
  - dt. Übersetzung: Transversale. Übersetzt von Lars Felgner, 2023. Klagenfurt: Drava.

### Übersetzungen ins Slowenische (Auswahl)
- Rowling, J. K.: Zelo dobra življenja. O postranskih koristih neuspeha in moči, 2018. Ljubljana: Mladinska knjiga.
- Rowling, J. K.: Magične živali. Izvirni scenarij, 2017. Ljubljana: Mladinksa knjiga.
- Ravenhill, Mark: Kok ti men zdej dol visiš, 2007. Ljubljana: Slovensko mladinsko gledališče.
- Pullman, Philip: Njegova temna tvar. Knjiga 3, Jantarni daljnogled, 2004. Ljubljana: Epta.
- Pullman, Philip: Njegova temna tvar. Knjiga 2, Pretanjeni nož, 2002. Ljubljana: Epta.
- Pullman, Philip: Njegova temna tvar. Knjiga 1, Severni sij, 2002. Ljubljana: Epta.
- Rowling, J. K.: Harry Potter. Kamen modrosti, 1999. Ljubljana: Epta.
- Williams, Tennessee: Ameriški blues, 1996. Ljubljana: Šentjakobsko gledališče.